# Мандрівка до країни комунізму
«Мандрівка до країни комунізму» — незавершений роман Євгена Петрова (Катаєва). Писався у 1939—1942 роках. Через загибель письменника під час війни залишилося кілька повноцінних глав, а також нариси інших частин роману. Даний твір є фактично останнім великим літературним задумом у творчій біографії Євгена Петрова. Вперше опублікований в 1965 році.

## Сюжет
Американський журналіст приїжджає до СРСР і переймається симпатією до Радянського Союзу. Далі йде опис фантастичних успіхів країни, де було збудовано «соціалізм». У романі всіляко підкреслювається пафос величі російського народу як творця радянського раю. Персонажі прописані дуже схематично, майже не видно характерів та індивідуальних рис.
Оригінальними є судження Євгена Петрова щодо розвитку мистецтва (комуністична естетика, архітектура), а також відносно відмирання кінематографа в майбутній епосі комунізму.
Роман написаний у пропагандистському стилі. Лад, описаний у творі, є ідеалізованим варіантом сталінізму, за своєю суспільною природою є державним капіталізмом.

## Видання
- Петров Е. Путешествие в страну коммунизма [наброски незавершенного романа] // Литературное наследство. — М.: Наука, 1965. — Т. 74. — С. 577—628.
- Петров Е. Путешествие в страну коммунизма (фрагмент романа) // Антология Сатиры и Юмора России XX века. Том 50. Илья Ильф, Евгений Петров. Часть 2. — М.: Эксмо, 2007. — С. 913—918.
- Петров Е. Путешествие в страну коммунизма (фрагменты) // Путешествие в страну коммунизма (сборник). — Екатеринбург: Издательский дом «Тардис», 2014. — С. 48-133. — (Фантастический раритет).